# Falklandczycy
Falklandczycy, potocznie: Kelperzy (ang. Falklanders, Falkland Islanders lub Kelpers) – grupa etniczna zamieszkująca brytyjskie terytorium zamorskie - Falklandy. Ich duże skupiska znajdują się także w Anglii i Oceanii. 
Są potomkami osadników europejskich (gł. ze Szkocji, Walii, a także Gibraltaru, Skandynawii, Francji i Portugalii). Niewielki odsetek stanowi ludność pochodzenia latynoamerykańskiego (gł. z Chile, Argentyny i Urugwaju), a także imigranci z Wyspy Świętej Heleny. Jest ich ponad 3 tys. Mówią lokalną odmianą języka angielskiego. Większość Kelperów wyznaje chrześcijaństwo reformowane.